# GameShark

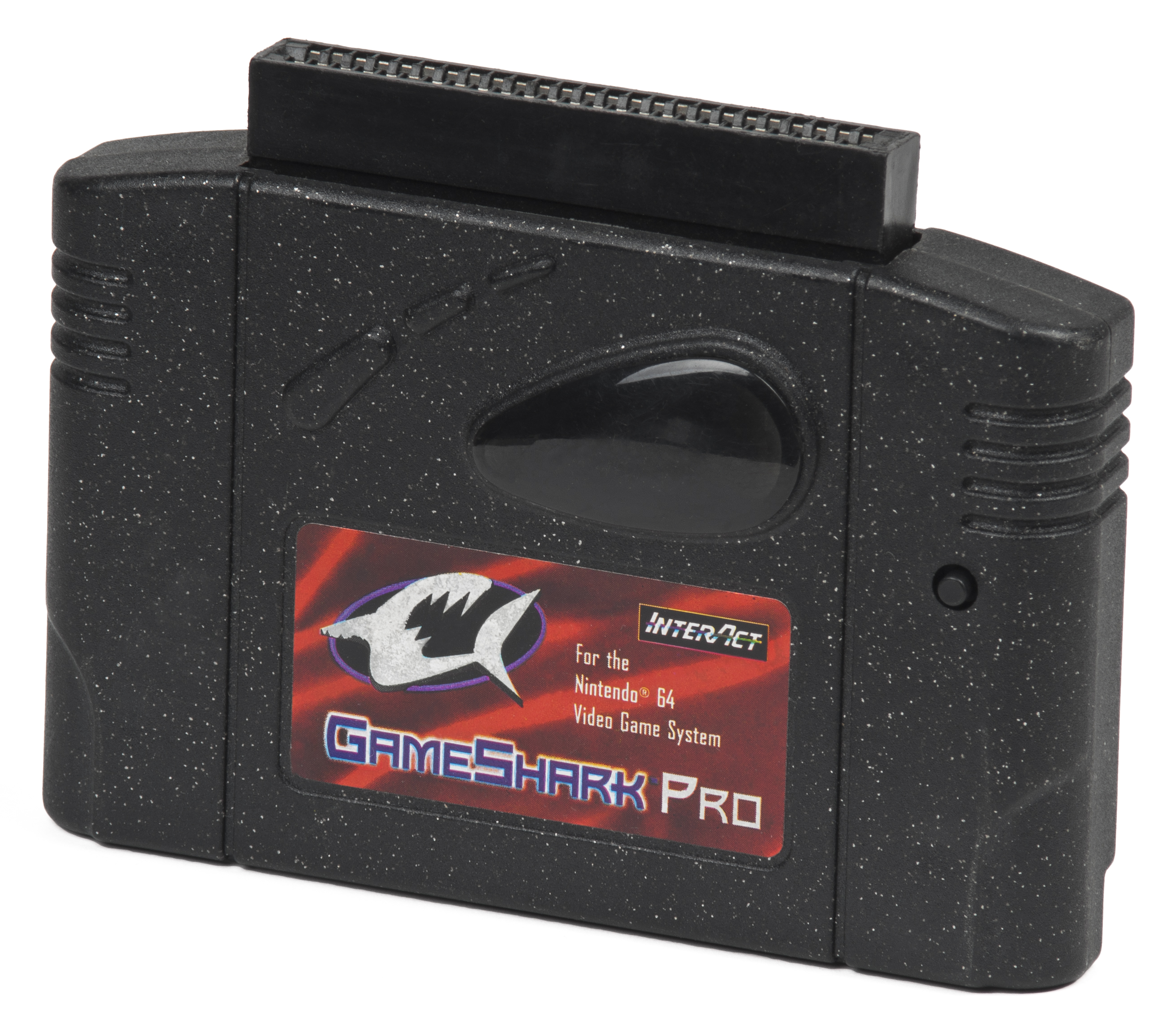
GameShark per Nintendo 64

GameShark è una periferica per console videoludiche che permette l'inserimento di particolari trucchi nei videogiochi e il salvataggio in memoria dei dati.
È disponibile per PlayStation, PlayStation 2, Xbox, Nintendo 64, Nintendo Gamecube, Nintendo DS e per tutte le versioni di Game Boy.